# Neter
Neter (em egípcio: Ntr), no Antigo Egito (Kemet), é o termo que se refere a um deus. Nos hieróglifos, seu sinal era uma cabeça de machado, talvez de pedra, preso a uma haste de madeira. Quiçá significa literalmente "força", "poder", "força cósmica" ou sinônimos. O egiptólogo E. de Rougé propôs a associação com neter, "renovação", dando a entender que deus fosse aquele ser com poder de se renovar perpetuamente, algo que foi apoiado por H. Brugsch.